# Gaz électricité de Grenoble
Gaz Électricité de Grenoble (GEG) est une société d'économie mixte locale qui produit des énergies renouvelables, gère les réseaux de distribution d’électricité et de gaz à Grenoble, fournit de l’électricité et du gaz dans toute la France, et propose des services d’éclairage public.

## Description
En 2006, l’entreprise est le sixième distributeur français d'électricité et le quatrième distributeur français de gaz. 
Elle exploite également des réseaux d’éclairage public communaux, dont celui de Grenoble.
À partir de 2015, GEG alimente en électricité la tour Eiffel pour une durée de deux ans.

## Vers une remunicipalisation?

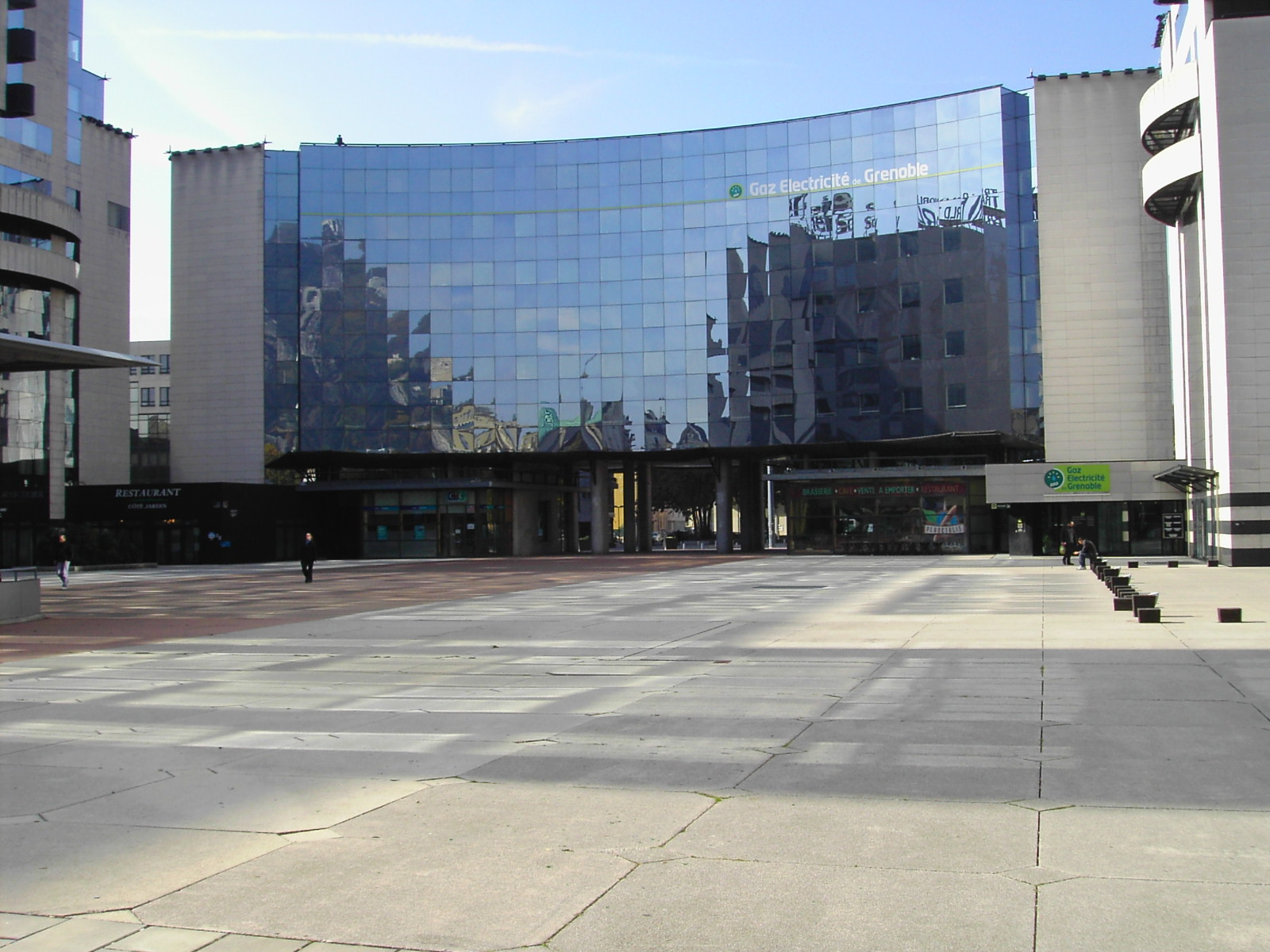
Siège social de GEG à Grenoble

En octobre 2014, par une procédure d'appel d'offres démarrée par la municipalité en place en 2012, la gestion de l'éclairage public de la ville de Grenoble, jusque-là géré par GEG, dont l'actionnaire majoritaire est la ville (le reste détenu par GDF Suez), est transférée au groupement Vinci-Bouygues. Face aux mouvements sociaux des salariés de GEG et face à l'incompréhension de voir l'arrivée d'un attributaire privé au détriment d'une SEM comme GEG, le maire écologiste Éric Piolle réaffirme son souhait de remunicipaliser GEG dans un giron 100 % public,. Cependant, lors de l'émission TéléGrenoble Isère du 21 novembre, Matthieu Chamussy, l'un de ses opposants au conseil municipal affirme que le coût d'une « remunicipalisation » d'une telle entreprise aurait un coût financier considérable[Combien ?] pour la collectivité.